# Thalera approximata
Thalera approximata là một loài bướm đêm trong họ Geometridae.